# Gọi vốn cộng đồng
Gọi vốn cộng đồng (tiếng Anh: crowdfunding) là một hình thức gây quỹ tập thể mà theo đó những cá nhân đóng góp tiền của họ, thường là thông qua Internet, để hỗ trợ cho các dự án hoặc sáng kiến do người khác hoặc tổ chức khác khởi xướng.  Gọi vốn cộng đồng là một hình thức huy động nguồn lực đám đông và hỗ trợ tài chính. Trong năm 2015, đã có 34 tỷ đô la Mỹ được huy động trên toàn thế giới bằng cách huy động vốn từ cộng đồng.
Mặc dù các khái niệm tương tự cũng có thể được thực thi thông qua đăng ký đặt hàng qua thư, sự kiện mang tính lợi ích và các phương pháp khác, nhưng thuật ngữ huy động vốn từ cộng đồng thường đề cập đến các đăng ký qua trung gian internet. Mô hình huy động vốn từ cộng đồng hiện đại này thường dựa trên ba loại tác nhân - người khởi xướng dự án đề xuất ý tưởng hoặc dự án sẽ được tài trợ, các cá nhân hoặc nhóm ủng hộ ý tưởng và một tổ chức kiểm duyệt ("nền tảng").

## Lịch sử

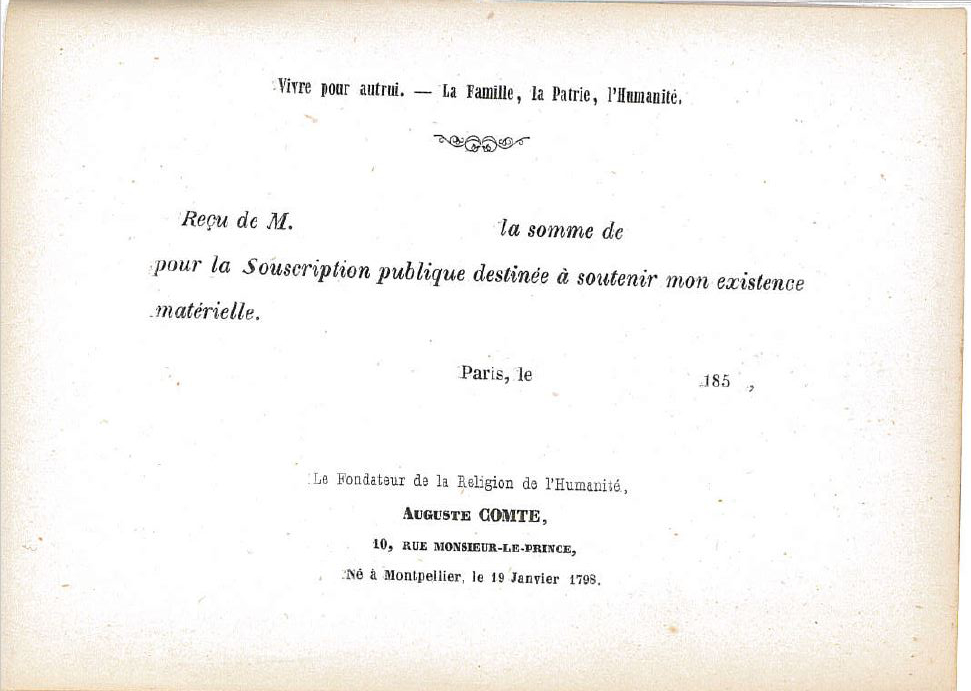
Biên lai in khổ 135 x 97 mm được phát hành từ khoảng năm 1850 đến năm 1857 để ủng hộ nhà triết học người Pháp Auguste Comte

Gây quỹ cộng đồng có một lịch sử lâu đời với nhiều nguồn gốc. Như sách đã được huy động vốn từ cộng đồng trong nhiều thế kỷ; các tác giả và nhà xuất bản sẽ quảng cáo các dự án sách trong các chương trình praenumeration hoặc đăng ký. Cuốn sách sẽ được viết và xuất bản nếu có đủ người đăng ký, báo hiệu rằng họ đã sẵn sàng mua cuốn sách khi sách ra mắt. Mô hình đăng ký kinh doanh không chính xác là huy động vốn từ cộng đồng, vì dòng tiền thực tế chỉ bắt đầu khi sản phẩm xuất hiện. Tuy nhiên, danh sách những người đăng ký có sức mạnh tạo ra niềm tin cần thiết giữa các nhà đầu tư mạo hiểm.

## Hình thức
Báo cáo tháng 5 năm 2014 của Trung tâm huy động vốn cộng đồng đã xác định hai loại huy động vốn cộng đồng chính:
1. Thưởng huy động vốn từ cộng đồng, trong đó các doanh nhân bán trước một sản phẩm hoặc dịch vụ để khởi động một khái niệm kinh doanh mà không phải trả nợ hoặc hy sinh vốn chủ sở hữu/cổ phiếu.
2. Gây quỹ cộng đồng bằng cổ phiếu, trong đó người ủng hộ nhận được cổ phần của một công ty, thường là trong giai đoạn đầu, để đổi lấy số tiền đã cam kết.[8]

### Dựa trên phần thưởng
Hình thức gây quỹ quần chúng được dùng để hỗ trợ cho rất nhiều các hoạt động, như cứu trợ thiên tai, gây quỹ cho các nghệ sĩ, thực hiện các chiến dịch chính trị, xúc tiến các dự án phim ảnh, phát triển phần mềm tự do, phát triển các sáng chế, nghiên cứu khoa học, và thực hiện các dự án phúc lợi.

### Vốn chủ sở hữu
Gây quỹ cộng đồng bằng vốn chủ sở hữu là nỗ lực tập thể của các cá nhân để hỗ trợ các nỗ lực do người hoặc tổ chức khác khởi xướng thông qua việc cung cấp tài chính dưới hình thức vốn chủ sở hữu. Tại Mỹ, luật được đề cập trong Đạo luật JOBS năm 2012 cho phép nhiều nhà đầu tư nhỏ ít bị hạn chế hơn sau khi đạo luật được thực hiện. Không giống như huy động vốn từ cộng đồng không cổ phần, huy động vốn từ cộng đồng cổ phần có chứa "sự bất cân xứng về thông tin". Người sáng tạo không chỉ phải tạo ra sản phẩm mà họ đang huy động vốn mà còn phải tạo ra vốn chủ sở hữu thông qua việc xây dựng một công ty. Huy động vốn từ cộng đồng bằng cổ phiếu, không giống như huy động vốn từ cộng đồng dựa trên quyên góp và phần thưởng, liên quan đến việc cung cấp chứng khoán bao gồm khả năng thu hồi vốn đầu tư. Các hiệp hội, bao gồm nhiều nhà đầu tư theo chiến lược của một nhà đầu tư chính duy nhất, có thể hiệu quả trong việc giảm sự bất cân xứng thông tin và tránh kết quả của sự thất bại thị trường liên quan đến huy động vốn từ cổ phần.

## Vai trò
Đầu vào của các cá nhân trong đám đông kích hoạt quá trình huy động vốn từ cộng đồng và ảnh hưởng đến giá trị cuối cùng của các dịch vụ hoặc kết quả của quá trình. Các cá nhân đóng vai trò là đại lý cung cấp, lựa chọn và quảng bá các dự án mà họ tin tưởng. Đôi khi, họ đóng vai trò nhà tài trợ nhằm giúp đỡ các dự án xã hội. Trong một số trường hợp, họ trở thành cổ đông và đóng góp vào sự phát triển và tăng trưởng của đợt chào bán. Các cá nhân phổ biến thông tin về các dự án mà họ hỗ trợ trong cộng đồng trực tuyến của họ, tạo thêm sự hỗ trợ (người quảng bá).

## Lợi ích và rủi ro

### Lợi ích cho người gọi vốn
Chiến dịch huy động vốn từ cộng đồng mang lại cho nhà sản xuất một số lợi ích, ngoài lợi nhuận tài chính nghiêm ngặt. Sau đây là những lợi ích phi tài chính của huy động vốn từ cộng đồng.
- Hồ sơ - một dự án hấp dẫn có thể nâng cao hồ sơ của nhà sản xuất và nâng cao danh tiếng của họ.
- Tiếp thị - những người khởi xướng dự án có thể cho thấy có khán giả và thị trường cho dự án của họ. Trong trường hợp chiến dịch không thành công, nó vẫn cung cấp phản hồi tốt về thị trường. Nó cũng có một giá trị về mặt tín hiệu: quan sát người tiêu dùng, những người tiêu dùng không tham gia vào chiến dịch huy động vốn cộng đồng ban đầu, cho thấy sự ưa thích mạnh mẽ đối với các sản phẩm được huy động vốn từ cộng đồng so với những sản phẩm được tài trợ bằng các phương tiện thay thế [17]
- Sự tham gia của người góp vốn - huy động vốn từ cộng đồng tạo ra một diễn đàn nơi những người khởi xướng dự án có thể tương tác với người góp vốn của họ. Người góp vốn có thể tham gia vào quá trình sản xuất theo tiến độ sau thông qua cập nhật từ người gọi vốn và chia sẻ phản hồi thông qua các tính năng nhận xét trên trang huy động vốn cộng đồng của dự án.
- Phản hồi - cung cấp quyền truy cập trước khi phát hành vào nội dung hoặc cơ hội thử nghiệm nội dung thử nghiệm cho những người ủng hộ dự án như một phần của các biện pháp khuyến khích tài trợ cung cấp cho những người khởi xướng dự án quyền truy cập ngay vào phản hồi thử nghiệm thị trường tốt.

### Rủi ro và rào cản đối với người gọi vốn
Huy động vốn từ cộng đồng, trong khi trở nên phổ biến, cũng đi kèm với một số rủi ro hoặc rào cản tiềm ẩn. Đối với người gọi vốn, cũng như nhà đầu tư, các nghiên cứu cho thấy huy động vốn từ cộng đồng chứa "mức độ rủi ro cao, không chắc chắn và bất cân xứng thông tin.
- Danh tiếng - không đạt được các mục tiêu của chiến dịch hoặc tạo ra sự quan tâm dẫn đến thất bại trước công chúng. Đạt được các mục tiêu tài chính và thu hút thành công sự ủng hộ đáng kể của công chúng nhưng không thể thực hiện một dự án vì một lý do nào đó có thể ảnh hưởng tiêu cực nghiêm trọng đến danh tiếng của một người.
- Bảo vệ quyền sở hữu trí tuệ (IP) - nhiều nhà phát triển Truyền thông kỹ thuật số tương tác và nhà sản xuất nội dung miễn cưỡng công bố công khai chi tiết của dự án trước khi sản xuất do lo ngại về việc đánh cắp ý tưởng và bảo vệ quyền sở hữu trí tuệ.[18] Những người tham gia huy động vốn từ cộng đồng được yêu cầu phát hành sản phẩm của họ ra công chúng trong giai đoạn đầu cấp vốn và phát triển, họ phải đối mặt với nguy cơ sao chép bởi các đối thủ cạnh tranh.[14]
- Sự cạn kiệt của các nhà tài trợ - có nguy cơ là nếu liên hệ với cùng một mạng lưới những người ủng hộ nhiều lần, mạng lưới đó cuối cùng sẽ ngừng cung cấp hỗ trợ cần thiết.
- Công chúng lo sợ bị lạm dụng - những người ủng hộ lo ngại rằng nếu không có khuôn khổ quy định, khả năng xảy ra lừa đảo hoặc lạm dụng quỹ là cao. Mối quan tâm có thể trở thành rào cản đối với sự tham gia của công chúng.
- Thiếu sự tham gia - Có thể thấy rằng một số câu chuyện có nhiều khả năng được chọn hơn những câu chuyện khác dựa trên câu chuyện. Bạn sẽ dễ dàng nhận được sự hỗ trợ nếu bạn "chỉ kể một câu chuyện".[19]

### Lợi ích cho nhà đầu tư
Có một số cách mà một nền tảng huy động vốn từ cộng đồng được quản lý tốt có thể mang lại khả năng thu được lợi nhuận hấp dẫn cho các nhà đầu tư:
- Huy động vốn cộng đồng giảm chi phí - Các nền tảng giảm chi phí tìm kiếm và chi phí giao dịch, cho phép tăng mức độ tham gia thị trường. Nếu không, nhiều nhà đầu tư cá nhân sẽ gặp khó khăn khi đầu tư vào các công ty ở giai đoạn đầu vì khó xác định một công ty trực tiếp và chi phí cao khi tham gia Nhóm Thiên thần hoặc thực hiện nó thông qua một công ty đầu tư mạo hiểm chuyên nghiệp.
- Đầu tư ở giai đoạn đầu hiện nay không hiệu quả - Các công ty đầu tư mạo hiểm thường bỏ qua lĩnh vực tiêu dùng và tập trung chủ yếu vào các công ty công nghệ cao. Huy động vốn cộng đồng mở ra một số thị trường bị bỏ quên này cho các nhà đầu tư cá nhân. Huy động vốn cộng đồng không có ý nghĩa trong mọi ngành, nhưng đối với một số ngành, chẳng hạn như bán lẻ và người tiêu dùng, thì điều đó đúng.
- Giá trị của các nhà đầu tư mới - Các nhà đầu tư có thể gia tăng giá trị cho công ty khi họ đóng vai trò là người ủng hộ thương hiệu và thậm chí họ có thể được sử dụng như một nhóm tập trung. Huy động vốn từ cộng đồng cho phép các nhà đầu tư cá nhân trở thành một phần của công ty mà họ đầu tư vào.[20]

### Rủi ro cho nhà đầu tư
Trên các nền tảng huy động vốn cộng đồng, vấn đề bất cân xứng thông tin càng trở nên trầm trọng hơn do khả năng tiến hành thẩm định của nhà đầu tư bị giảm sút. Đầu tư giai đoạn đầu thường được bản địa hóa, vì chi phí tiến hành thẩm định trước khi đưa ra quyết định đầu tư và chi phí giám sát sau khi đầu tư đều tăng theo khoảng cách. Tuy nhiên, xu hướng này không được quan sát thấy trên các nền tảng huy động vốn cộng đồng - các nền tảng này không bị ràng buộc về mặt địa lý và thu hút các nhà đầu tư gần xa. Trên các nền tảng phi vốn chủ sở hữu hoặc dựa trên phần thưởng, các nhà đầu tư cố gắng giảm thiểu rủi ro này bằng cách sử dụng số vốn huy động được như một tín hiệu về hiệu suất hoặc chất lượng. Trên các nền tảng dựa trên vốn chủ sở hữu, tổ chức huy động vốn cộng đồng giảm sự bất cân xứng thông tin thông qua các kênh kép - thông qua đa dạng hóa danh mục đầu tư và thẩm định tốt hơn như trong trường hợp đầu tư ngoại tuyến giai đoạn đầu, nhưng cũng cho phép các nhà đầu tư hàng đầu truy cập nhiều thông tin hơn và mạng lưới tốt hơn để dẫn dắt đám đông những người ủng hộ đưa ra quyết định đầu tư.

### Các vấn đề trong huy động vốn từ cộng đồng y tế
Sự gia tăng huy động vốn từ cộng đồng cho các chi phí y tế phần lớn được coi là một triệu chứng của hệ thống chăm sóc sức khỏe không đầy đủ và đang thất bại ở các quốc gia như Mỹ. Chăm sóc sức khỏe thông qua huy động vốn cộng đồng dựa trên sự xứng đáng và giá trị được công nhận, điều này tạo ra các kết quả không bình đẳng trong việc tiếp cận.